# Magnapinna
Die Familie Magnapinnidae mit der einzigen Gattung Magnapinna innerhalb der Ordnung der Kalmare enthält seltene Arten mit einer sehr speziellen Morphologie. Bis vor kurzem waren nur Larven bekannt, larvenähnliche Exemplare und Jungtiere, anhand derer die Familie wissenschaftlich beschrieben wurde. Einige Autoren glauben aber, dass ein ausgewachsenes Exemplar gefunden worden ist. In diversen Videoaufnahmen ist ein Tier mit sehr ähnlicher Morphologie zu sehen, das die Spitznamen „Langarm-Kalmar“ bzw. „Großflossen-Kalmar“ bekommen hat. Allerdings wurde bisher noch kein ausgewachsenes Exemplar gefangen, so dass unklar bleibt, ob es sich bei dem gefilmten Kopffüßer tatsächlich um ein solches Exemplar dieser Gattung handelt.

## Geschichte
Das erste Exemplar aus dieser Gattung war Magnapinna talismani und wurde 1907 bei den Azoren gefangen. Allerdings war es in schlechtem Zustand und so konnte nur wenig Information aus dem Fang gezogen werden, so dass die Art zunächst als Mastigoteuthis talismani der Familie Mastigoteuthidae zugeordnet wurde. 1956 wurde eine ähnliche Art (Magnapinna sp. C) im Südatlantik gefangen, aber nicht weiter untersucht. Während der 1990er Jahre wurden zwei weitere Exemplare (Magnapinna sp. A und Magnapinna sp. B) im Atlantik und drei im Pazifik (Magnapinna pacifica) gefunden. Die Wissenschaftler Michael Vecchione und Richard Young leiteten die Untersuchungen und stellten die Verbindung mit den früheren Funden her. Die ungewöhnlich großen Flossen, die bis zu 90 % der Mantellänge erreichen, waren dabei von besonderem Interesse und führten zu dem Spitznamen „Großflossen-Kalmar“. Aufgrund der geringen Anzahl der gefangenen Exemplare ist die Beziehung zwischen den einzelnen Arten noch unklar; eine mögliche, wenn auch unwahrscheinliche These ist, dass alle derselben Spezies angehören.

## Video-Aufnahmen

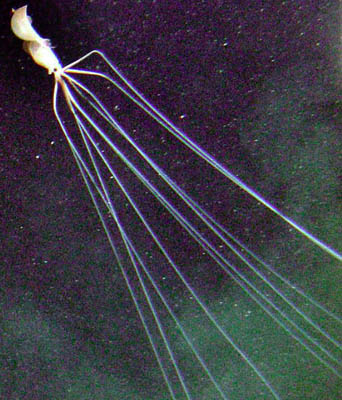
Langarm-Kalmar von DSV Alvin aufgenommen.

Die erste Video-Aufnahme eines „Langarm-Kalmars“ wurde 1988 vor der brasilianischen Küste gemacht. Danach gab es mindestens vier weitere Aufnahmen, denen aber keinerlei Aufmerksamkeit von den Medien geschenkt wurde. Erst ein Video des Unterwasserroboters Tiburon erregte Aufmerksamkeit.
Die in den Aufnahmen festgehaltenen Exemplare unterschieden sich drastisch von den bis dahin bekannten Spezies. Im Unterschied zu allen anderen Kalmaren waren alle Arme gleich lang und sahen gleich aus, ganz ähnlich denen der ausgestorbenen Belemniten. Außerdem hielten die Tiere sie senkrecht vom Körper weg und erweckten damit den Eindruck, es seien Ellbogen. Am bemerkenswertesten war aber die Länge der elastischen Tentakel: Sie wurden mit einer Länge von bis zu 7 m auf das 15- bis 20fache der Mantellänge geschätzt. Außerdem sind ihre Flossen enorm groß.

## Arten
- Magnapinna atlantica (vormals als Magnapinna sp. A bezeichnet)[3]
- Magnapinna pacifica
- Magnapinna talismani
- Magnapinna sp. B[3]
- Magnapinna sp. C (vormals Octopodoteuthopsis)[4]
- Magnapinna sp. ARL-2008[5][6]
- Magnapinna sp. FAFA-2020[7]
- Magnapinna sp. FFA-2021[8]
- Magnapinna sp. RJ-2009 (Specimen UCONN:Mo32.1.1)[9][6]